# Mindy Sterling
Mindy Lee Sterling (Paterson, New Jersey, 1953. július 11. –) amerikai színésznő.
Legismertebb alakítása Frau Farszagú az Austin Powers filmekben. A Zsenipalánták című sorozatban is szerepelt.

## Fiatalkora
New Jersey-ben született. Apja Dick Sterling színész és humorista. Édesanyja táncos volt. Egy testvére van, Mark Sterling. Zsidó származású.

## Pályafutása
Első szerepe 1973-ban volt a Dusty's Treehouse című sorozatban. 1999-ben szerepelt a KicsiKÉM – Austin Powers 2. című filmben, majd a Szépségtépő verseny című filmben. 2002-ben az Austin Powers – Aranyszerszám című filmben szerepelt. Számos tini szitkomban is szerepelt ebből az iCarly és a Zsenipalánták című sorozatok a leghíresebbek.

## Magánélete
Van egy fia az előző házasságából. A volt férje Brian Gadson.
1998-ban mellrákot diagnosztizáltak nála, de sikerült legyőznie.

## Filmográfia

### Filmek
| Év   | Magyar cím                                     | Eredeti cím                                 | Szerep                              | Magyar hang                                           |
| ---- | ---------------------------------------------- | ------------------------------------------- | ----------------------------------- | ----------------------------------------------------- |
| 2018 |                                                | All About Nina                              | Amy                                 |                                                       |
| 2018 |                                                | Seven Stages to Achieve Eternal Bliss       | Beatrice                            |                                                       |
| 2017 | Gru 3.                                         | Despicable Me 3                             | további hang                        |                                                       |
| 2016 |                                                | The Good Neighbor                           | Mae                                 |                                                       |
| 2015 | Minyonok                                       | Minions                                     | további hang                        |                                                       |
| 2015 |                                                | The Dog Who Saved Summer                    | Bannister nagymama                  |                                                       |
| 2014 | A kutya, aki megmentette a húsvétot            | The Dog Who Saved Easter                    | Bannister nagymama                  |                                                       |
| 2013 | Szörny Egyetem                                 | Monsters University                         | további hang                        |                                                       |
| 2012 |                                                | The Dog Who Saved the Holidays              | Bannister nagymama                  |                                                       |
| 2012 | Talán egyszer                                  | Any Day Now                                 | Miss Mills                          |                                                       |
| 2012 | Scooby-Doo! Vámpírmusical                      | Scooby-Doo! Music of the Vampire            | Lita Rutland (hang)                 | Peller Anna                                           |
| 2011 | Transformers 3.                                | Transformers: Dark of the Moon              | Állásinterjúztató                   | Molnár Zsuzsa                                         |
| 2011 | Anyát a Marsra                                 | Mars Needs Moms                             | Főellenőr (hang)                    | Halász Aranka                                         |
| 2011 |                                                | Monster Mutt                                | Helen                               |                                                       |
| 2011 |                                                | The Newest Pledge                           | Dumervile elnök                     |                                                       |
| 2011 | A kutya, aki megmentette a Halloweent          | The Dog Who Saved Halloween                 | Bannister nagymama                  |                                                       |
| 2010 | A kutya, aki megmentette a karácsonyi vakációt | The Dog Who Saved Christmas Vacation        | Bannister nagymama                  |                                                       |
| 2010 |                                                | Lilly's Light                               | Peaches                             |                                                       |
| 2010 |                                                | Dick Tracy Special                          | Bernice                             |                                                       |
| 2010 |                                                | U.S.S. Alabama                              | Dr. Lila Corn                       |                                                       |
| 2009 | A kutya, aki megmentette a karácsonyt          | The Dog Who Saved Christmas                 | Bannister nagymama                  |                                                       |
| 2009 |                                                | Jesus People: The Movie                     | Claudia                             |                                                       |
| 2009 |                                                | The Big Idea                                | Iris Pikarski                       |                                                       |
| 2009 | Vakáció a szigeten                             | Spring Breakdown                            | Lavonne                             |                                                       |
| 2008 | Amit máris tudni akarsz a szexről              | Extreme Movie                               | Jane                                |                                                       |
| 2008 |                                                | Happy Wednesday                             | Deana Williams                      |                                                       |
| 2008 | Hot-dog túra                                   | Wieners                                     | Mrs. Applebaum                      |                                                       |
| 2006 |                                                | Beyond the Pale                             | Mrs. Plotzkin                       |                                                       |
| 2007 |                                                | Goldfish                                    | tanár                               |                                                       |
| 2007 | Vigyázz, kész, szörf!                          | Surf's Up                                   | Doris Flipkitz (hang)               |                                                       |
| 2097 |                                                | The Captain                                 | Nedra                               |                                                       |
| 2007 | Zsaruk bevetésen – A film                      | Reno 911!: Miami                            | Spoder anyja                        |                                                       |
| 2007 | A blökik bölcse                                | Frank                                       | Monica Loveless                     | Illyés Mari                                           |
| 2007 |                                                | Shredderman Rules                           | Dr. Sheila Voss                     |                                                       |
| 2006 |                                                | Haversham Hall                              | Moira Grodnickel                    |                                                       |
| 2006 |                                                | The Amazing Screw-On Head                   | Aggie és Geraldine (hang)           |                                                       |
| 2006 |                                                | Pro-Choice                                  | Danny anyja                         |                                                       |
| 2006 | Pasit fogtam, nem ereszt                       | Getting Played                              | Lydia                               |                                                       |
| 2006 | Jégkorszak 2. – Az olvadás                     | Ice Age: The Meltdown                       | Nősténymarha (hang)                 | Némedi Mari                                           |
| 2006 | Gyagya banya                                   | Domestic Import                             | Bernice Kimmelman                   |                                                       |
| 2006 |                                                | The Enigma with a Stigma                    | Patricia Riley                      |                                                       |
| 2005 |                                                | The 12 Dogs of Christmas                    | Mrs. Walsh                          |                                                       |
| 2004 |                                                | 30 Days Until I'm Famous                    | Lupe Horowitz                       |                                                       |
| 2004 | Eurotúra                                       | EuroTrip                                    | öreg nő a gyontatószéken            |                                                       |
| 2002 | Austin Powers – Aranyszerszám                  | Austin Powers in Goldmember                 | Frau Farszagú                       | Koffler Gizella                                       |
| 2001 | Óvakodj a szöszitől!                           | Totally Blonde                              | Ramona                              |                                                       |
| 2001 |                                                | The Sky Is Falling                          | Doris                               |                                                       |
| 2001 |                                                | Barstow 2008                                | Mona Finch                          |                                                       |
| 2000 | A Grincs                                       | How the Grinch Stole Christmas              | Clarnella                           | Halász Aranka                                         |
| 1999 | Szépségtépő verseny                            | Drop Dead Gorgeous                          | Iris Clark                          |                                                       |
| 1999 | KicsiKÉM – Austin Powers 2.                    | Austin Powers: The Spy Who Shagged Me       | Frau Farszagú                       | Koffler Gizella                                       |
| 1999 | Kéz-őrület                                     | Idle Hands                                  | Lady Bowler                         |                                                       |
| 1997 |                                                | Road Rules: All Stars                       | önmaga                              |                                                       |
| 1997 | Szőr Austin Powers: Őfelsége titkolt ügynöke   | Austin Powers: International Man of Mystery | Frau Farszagú                       | Koffler Gizella                                       |
| 1995 |                                                | Beyond Family                               | Zumwalt                             |                                                       |
| 1995 |                                                | Man of the Year                             | Cindee                              |                                                       |
| 1994 | Egy kis szívesség                              | The Favor                                   | Debbie Rollins                      |                                                       |
| 1990 |                                                | Working Tra$h                               | Mary                                |                                                       |
| 1987 | A bátor kis kenyérpirító                       | The Brave Little Toaster                    | Rob anyja / Kétarcú varrógép (hang) | Vándor Éva (Rob anyja) Grúber Zita (Kétarcú varrógép) |
| 1985 | A ház                                          | House                                       | nő a könyvesboltban                 |                                                       |
| 1981 | Pokolba veled                                  | The Devil and Max Devlin                    | rajongó                             |                                                       |

### Televíziós szerepek
| Év         | Magyar cím                                | Eredeti cím                           | Szerep                                           | Megjegyzések                                                                                        |
| ---------- | ----------------------------------------- | ------------------------------------- | ------------------------------------------------ | --------------------------------------------------------------------------------------------------- |
| 2020       | Kipo és a csodálatos szörnyek kora        | Kipo and the Age of Wonderbeasts      | Bev                                              | 1 epizód                                                                                            |
| 2020       | Raven otthona                             | Raven's Home                          | Zo nagyi                                         | 1 epizód                                                                                            |
| 2019       | Még mindig Bír-lak                        | Fuller House                          | Gloria Feinstein                                 | 1 epizód                                                                                            |
| 2018–2019  | Alsógatyás kapitány fergeteges kalandjai  | 'The Epic Tales of Captain Underpants | Mrs. Sneedly (hang)                              | 13 epizód                                                                                           |
| 2018       | Ghosted – Parás páros                     | Ghosted                               | Gloria Stevens-Jennifer                          | 1 epizód                                                                                            |
| 2018       |                                           | Nobodies                              | Deborah Diamond                                  | 1 epizód                                                                                            |
| 2018       | A balszerencse áradás                     | A Series of Unfortunate Events        | Elder Annabelle                                  | 2 epizód                                                                                            |
| 2018       | Egyszerre egy nap                         | One Day at a Time                     | Delia                                            | 1 epizód                                                                                            |
| 2018       | Családom, darabokban                      | Life in Pieces                        | Desiree                                          | 1 epizód                                                                                            |
| 2018       |                                           | Hot Streets                           | Dr. Jane Brainbrook                              | 1 epizód                                                                                            |
| 2017       | Grace és Frankie                          | Grace and Frankie                     | Sally Gaspar                                     | 1 epizód                                                                                            |
| 2017–      | A Goldberg család                         | The Goldbergs                         | Linda Schwartz                                   | mellékszereplő                                                                                      |
| 2017       | Gordon Ramsay – A pokol konyhája          | Hell's Kitchen                        | önmaga                                           | 1 epizód                                                                                            |
| 2017–2018  | A Lármás család                           | 'The Loud House                       | Dr. Shuttleworth, Schoffner rendőr, mérges autós | 3 epizód                                                                                            |
| 2017       | Rocksuli                                  | School of Rock                        | Gloria                                           | 1 epizód                                                                                            |
| 2017       | Voltron: A legendás védelmező             | Voltron: Legendary Defender           | Ryner (hang)                                     | 3 epizód magyar hangja Kiss Anikó                                                                   |
| 2016       | Csizmás, a kandúr kalandjai               | The Adventures of Puss in Boots       | Miguela (hang)                                   | 2 epizód                                                                                            |
| 2016, 2019 |                                           | Mike Tyson Mysteries                  | Bitsy Morgan, Miriam Schulwitz (hang)            | 2 epizód                                                                                            |
| 2016       |                                           | The Detour                            | Bev                                              | 1 epizód                                                                                            |
| 2016       |                                           | Animals.                              | Psychic Lady (hang)                              | 2 epizód                                                                                            |
| 2015–2017  |                                           | Con Man                               | Bobbie                                           | főszereplő                                                                                          |
| 2015–2017  | Feketék fehéren                           | Black-ish                             | Pam / Pamela                                     | 4 epizód                                                                                            |
| 2015       |                                           | TripTank                              | Caller / Halász / öregedő nő (hang)              | 3 epizód                                                                                            |
| 2015       |                                           | Young & Hungry                        | Matilda                                          | 1 epizód                                                                                            |
| 2015       | Csak lazán, Scooby-Doo!                   | 'Be Cool, Scooby-Doo!                 | Lady Pipi Wuthering (hang)                       | 1 epizód                                                                                            |
| 2015       | Kergefarm                                 | Pig Goat Banana Cricket               | Brainy Jane, Brainy Jane's Brain (hang)          | 1 epizód                                                                                            |
| 2015       |                                           | The Soul Man                          | Ms. Stroman                                      | 1 epizód                                                                                            |
| 2015       | Kenyér királyok                           | Breadwinners                          | Buhdeuce anyja                                   | 1 epizód                                                                                            |
| 2014       |                                           | A to Z                                | Jo néni                                          | 1 epizód                                                                                            |
| 2014       | Franklin és Bash                          | Franklin & Bash                       | Irina Tanya                                      | 1 epizód                                                                                            |
| 2014       | Kung Fu Panda – A rendkívüliség legendája | Kung Fu Panda: Legends of Awesomeness | Hópárduc (hang)                                  | 1 epizód                                                                                            |
| 2014       |                                           | Good Morning Today                    | Dr. Wilma Frank                                  | 1 epizód                                                                                            |
| 2013       | Nevelésből elégséges                      | Raising Hope                          | ügyész                                           | 1 epizód                                                                                            |
| 2013       |                                           | Legit                                 | Janice Nugent                                    | mellékszereplő                                                                                      |
| 2013       |                                           | Incredible Crew                       | tanár                                            | 1 epizód                                                                                            |
| 2012       | Pecatanya                                 | 'Fish Hooks                           | konyhásnő (hang)                                 | 1 epizód                                                                                            |
| 2012       | Winx Club                                 | Winx Club                             | Morgana (hang)                                   | mellékszereplő                                                                                      |
| 2012–2014  | Korra legendája                           | The Legend of Korra                   | Lin Beifong (hang)                               | főszereplő magyar hangja Tallós Rita                                                                |
| 2011–2013  | Zsenipalánták                             | A.N.T. Farm                           | Susan Skidmore igazgató                          | mellékszereplő magyar hangja Kovács Vanda                                                           |
| 2011       | Az élet csajos oldala                     | 2 Broke Girls                         | Mrs. Stein                                       | 1 epizód                                                                                            |
| 2011       | Scooby-Doo: Rejtélyek nyomában            | Scooby-Doo! Mystery Incorporated      | Dean Fenk / anyuka / Abigail Gluck (hang)        | 2 epizód                                                                                            |
| 2011       | A liga                                    | The League                            | Nadia                                            | 1 epizód                                                                                            |
| 2011       | Újabb bolondos dallamok                   | The Looney Tunes Show                 | szépségiskola oktatója (hang)                    | 1 epizód                                                                                            |
| 2011       |                                           | Elvira's Movie Macabre                | Ethel                                            | 1 epizód                                                                                            |
| 2010, 2012 | Kick Buttowski: A külvárosi fenegyerek    | Kick Buttowski: Suburban Daredevil    | Ms. Chicarelli (hang)                            | 2 epizód                                                                                            |
| 2010–2011  | Született feleségek                       | Desperate Housewives                  | Mitzi Kinsky                                     | mellékszereplő magyar hangja Bessenyei Emma                                                         |
| 2010       |                                           | 'Glory Daze                           | jegy lady                                        | 1 epizód                                                                                            |
| 2010       |                                           | Warren the Ape                        | bíró                                             | 1 epizód                                                                                            |
| 2010       |                                           | Svetlana                              | Mama                                             | 1 epizód                                                                                            |
| 2010       | 10 dolog, amit utálok benned              | 10 Things I Hate About You            | kozmetikai vásárló                               | 1 epizód                                                                                            |
| 2008       |                                           | Unknown Sender                        | Doris                                            | 1 epizód                                                                                            |
| 2008       |                                           | Worst Week                            | Elka                                             | 1 epizód                                                                                            |
| 2008       | Elsőszámú ellenségem                      | My Own Worst Enemy                    | Arlene Scott                                     | mellékszereplő                                                                                      |
| 2008       |                                           | Rita Rocks                            | Mrs. Portman                                     | 1 epizód                                                                                            |
| 2008       | A nevem Earl                              | My Name Is Earl                       | Mrs. Zaks                                        | 1 epizód                                                                                            |
| 2008       | Dokik                                     | Scrubs                                | Mrs. Cropper                                     | 1 epizód                                                                                            |
| 2007–2010  | Chowder                                   | Chowder                               | Ms. Endívia (hang)                               | főszereplő magyar hangja Szabó Éva                                                                  |
| 2007–2012  | iCarly                                    | iCarly                                | Miss Francine Briggs                             | mellékszereplő magyar hangja Bessenyei Emma (1. hang) Détár Enikő (2. hang) Solecki Janka (3. hang) |
| 2007–2008  |                                           | Tak and the Power of Juju             | Chaka Ungataka (hang)                            | 2 epizód                                                                                            |
| 2007       | Félig üres                                | Curb Your Enthusiasm                  | nővér                                            | 1 epizód                                                                                            |
| 2006–2007  |                                           | Higglytown Heroes                     | Mellie néni (hang)                               | mellékszereplő                                                                                      |
| 2006       |                                           | Come On Over                          | Grandy                                           | 2 epizód                                                                                            |
| 2006       | Amerikai sárkány                          | American Dragon: Jake Long            | Pix McGee, Mrs. Grumplestock (hang)              | 2 epizód                                                                                            |
| 2006       | Zack és Cody élete                        | The Suite Life of Zack & Cody         | Rose nővér                                       | 1 epizód                                                                                            |
| 2006       | Cserecsapat                               | The Replacements                      | Susan cserkészvezető (hang)                      | 1 epizód                                                                                            |
| 2006       |                                           | Lovespring International              | Monica                                           | 1 epizód                                                                                            |
| 2006       | Férjek gyöngye                            | The King of Queens                    | Sherry                                           | 1 epizód                                                                                            |
| 2005       | Az igazság ligája: Határok nélkül         | Justice League Unlimited              | Enid Clinton (hang)                              | 2 epizód                                                                                            |
| 2005       |                                           | 'Cuts                                 | Ms. Fennell                                      | 1 epizód                                                                                            |
| 2005       |                                           | That’s So Raven                       | Foodie bíró                                      | 1 epizód                                                                                            |
| 2005       | Nincs mese                                | Unfabulous                            | Jackie Bell főfelügyelő                          | 1 epizód                                                                                            |
| 2004       | Joey                                      | Joey                                  | Casting rendező                                  | 1 epizód                                                                                            |
| 2004       | Reno 911! – Zsaruk bevetésen              | Reno 911!                             | Mrs. Leonard                                     | 1 epizód                                                                                            |
| 2003       |                                           | On the Spot                           | Fifi                                             | 5 epizód                                                                                            |
| 2002       |                                           | She Spies                             | Ylva Gallo                                       | 1 epizód                                                                                            |
| 2002       |                                           | Invader Zim                           | Grófnő (hang)                                    | 1 epizód                                                                                            |
| 2001       |                                           | Even Stevens                          | Ms. Lynch                                        | 1 epizód                                                                                            |
| 2001       | Divatalnokok                              | Just Shoot Me!                        | Mrs. Lubitz                                      | 1 epizód                                                                                            |
| 2000       |                                           | Manhattan, AZ                         | Lona                                             | mellékszereplő                                                                                      |
| 2000       | A Thornberry család                       | The Wild Thornberrys                  | Lemur (hang)                                     | 1 epizód                                                                                            |
| 1997       |                                           | Alright Already                       | Maxine                                           | 1 epizód                                                                                            |
| 1997       |                                           | Ellen                                 | June Haddassi                                    | 1 epizód                                                                                            |
| 1996       |                                           | Nick Freno: Licensed Teacher          | Mrs. Fleckner                                    | 1 epizód                                                                                            |
| 1996       | Jóbarátok                                 | Friends                               | esküvőszervező                                   | 1 epizód                                                                                            |
| 1995       |                                           | Sister, Sister                        | Denise anyja                                     | 1 epizód                                                                                            |
| 1994       |                                           | Good Advice                           | Jill                                             | 1 epizód                                                                                            |
| 1993, 1995 |                                           | Family Matters                        | edző, nő                                         | 2 epizód                                                                                            |
| 1993       |                                           | Saved by the Bell: The College Years  | Clara Meade                                      | 2 epizód                                                                                            |
| 1992       |                                           | The Larry Sanders Show                | író                                              | 3 epizód                                                                                            |
| 1991       |                                           | Evening Shade                         | La Wanda                                         | 1 epizód                                                                                            |
| 1991       |                                           | 'Riders in the Sky                    | Lois                                             | 2 epizód                                                                                            |
| 1991       |                                           | On the Television                     | különböző karakter                               | 7 epizód                                                                                            |
| 1986       |                                           | Perfect Strangers                     | házi lasszo                                      | 1 epizód                                                                                            |